# Deutsche Gesellschaft für Physician Assistants
Die Deutsche Gesellschaft für Physician Assistants e. V. (DGPA) ist ein deutscher Berufsverband, der die Interessen von Physician Assistants (PA) vertritt.

## Aufgaben des Berufsverbandes
Die DGPA vertritt die Interessen ihrer Mitglieder auf berufspolitischer, rechtlicher und gesellschaftlicher Ebene. Zu den Aufgaben des Vereins gehören die Förderung der Anerkennung des Berufsbildes, die Unterstützung der Aus- und Fortbildung, die Sicherung fachlicher Standards sowie die bundesweite Etablierung des Berufs in der medizinischen Versorgung. Darüber hinaus engagiert sich der Verband in der Aufklärung der Öffentlichkeit über das Tätigkeitsfeld des Physician Assistants.
Im Oktober 2024 veranstaltete die DGPA ihren ersten bundesweiten Physician Assistant Kongress in Solingen. Teilnehmende waren unter anderem Vertreterinnen und Vertreter aus verschiedenen Bereichen des gesundheitspolitischen Sektors. An einer Podiumsdiskussion beteiligten sich auch Repräsentanten der Bundesärztekammer sowie der Kassenärztlichen Bundesvereinigung. Auch verlieh die DGPA im Rahmen eines Bachelor-Awards einen Preis an das beste eingereichte Abstract.
Mitglieder der DGPA sind sowohl ausgebildete Physician Assistants als auch Studierende entsprechender Studiengänge. Die Gesellschaft organisiert regelmäßig Kongresse, Arbeitsgruppen und Publikationen zu aktuellen Themen aus dem Tätigkeitsbereich der Physician Assistants. Darüber hinaus ist die DGPA Herausgeberin einer eigenen Fachzeitschrift mit dem Titel Physician Assistant.
Die DGPA ist in verschiedene Ressorts gegliedert, die jeweils einem der folgenden Schwerpunkte zugeordnet sind. Die Arbeitsgruppen beschäftigen sich mit verschiedenen Themen, rund um das Berufsbild des Physician Assistant und den Berufsverband. Sie teilen sich auf in die Ressorts Öffentlichkeitsarbeit, Qualitätssicherung, Ausbildung und Berufsausübung. Eine weitere Vertiefung und Spezialisierung der DGPA sind deren Sektionen, die sich in verschiedene Fachbereiche unterteilt, wie unter anderem Herz-, Thorax- und Gefäßchirurgie, Notfallmedizin oder auch Wissenschaft und Forschung. Innerhalb der Sektionen gibt es einen regen fachlichen Austausch mit verschiedenen medizinischen Fachgesellschaften wie der Deutschen Gesellschaft für Thorax-, Herz- und Gefäßchirurgie (DGTHG), der Deutsche Gesellschaft für interdisziplinäre Notfall- und Akutmedizin (DGINA) oder auch Deutschen Gesellschaft für Orthopädie und Unfallchirurgie (DGOU).
Im Jahr 2023 startete die Kassenärztliche Vereinigung Westfalen-Lippe mit der DGPA ein Modellprojekt zur Integration von Physician Assistants in hausärztliche Praxen. Dabei übernehmen PAs bis zu 30 Prozent der Patientenkontakte, wodurch eine spürbare Entlastung der Ärzte festgestellt wurde.
2017 veröffentlichte die Bundesärztekammer ein Positionspapier unter dem Titel Physician Assistant – Ein neuer Beruf im deutschen Gesundheitswesen, welches in einer Zusammenarbeit zwischen der Bundesärztekammer und der Kassenärztlichen Bundesvereinigung entstand. Aktuell befindet sich das Positionspapier in der Novellierung. Dafür steht die DGPA zusammen mit der Kassenärztliche Bundesvereinigung in gemeinsamen Austausch mit der Bundesärztekammer. Weiterhin ist die DGPA einer von insgesamt 41 Mitgliedsverbänden der Konferenz der Fachberufe im Gesundheitswesen bei der Bundesärztekammer. Außerdem ist sie ein Partnerverband des deutschen Hochschulverbandes Physician Assistant (DHPA).

## Geschichte der DGPA
Der Verein wurde am 12. Februar 2008 von Absolventinnen und Absolventen des ersten deutschen PA-Studiengangs in Lahr gegründet und hat seinen Sitz in Solingen.
Während im Jahr 2016 noch etwa 600 Physician Assistants tätig waren, hatte sich die Zahl bis 2022 auf 1.391 mehr als verdoppelt. 2023 gab es insgesamt 1.806 Absolventen. Diese Entwicklung spiegelt sich auch in den Studierendenzahlen wider. Hatten die Hochschulen im Jahr 2019 rund 1.000 eingeschriebene Studierende verzeichnet, waren es im Jahr 2023 bereits über 3.500. Mit der zunehmenden Etablierung des Berufsbildes stieg auch die Mitgliederzahl des Berufsverbands deutlich an. Zählte der Verband Anfang 2022 noch rund 180 Mitglieder, erhöhte sich diese Zahl im Jahr 2023 auf über 500 und 2024 auf 1.350 Mitglieder.
Die DGPA wurde mit dem Bundesverband für Physician Assistant Studierende Deutschland (BVPAD) zusammengeführt. Ziel war, Kräfte zu bündeln und eine einheitliche Interessenvertretung für alle PAs und PA-Studierenden in Deutschland zu schaffen.